# 科氏新海鯰
科氏新海鯰為輻鰭魚綱鯰形目海鯰科的其中一種，分布於巴布亞紐幾內亞Sepik及Ramu河流域，體長可達75公分，棲息在溪流，屬肉食性，以甲殼類、蠕蟲、昆蟲、魚類等為食，可做為食用魚。

## 擴展閱讀
維基物種上的相關：科氏新海鯰